# Parafia św. Jana Chrzciciela w Kroczewie
Parafia pw. Świętego Jana Chrzciciela w Kroczewie – parafia należąca do dekanatu zakroczymskiego, diecezji płockiej, metropolii warszawskiej.

## Historia parafii
Została erygowana na początku XIV wieku. Pierwsza wzmianka o parafii pochodzi z 1424. W połowie XVI w. wzniesiono istniejące do dziś murowane prezbiterium z apsydą, zakrystią i kaplicą. Do nich dostawiona była niezachowana już dziś drewniana nawa.
Z wizytacji z 1599 wiadomo, że kościół  miał cztery ołtarze. Spłonął w 1705. W 1746 Jan Mikulski, podczaszy nowogrodzki, wraz z ks. Maciejem Chmielewskim, proboszczem kroczewskim wnieśli kolejną świątynię. Kościół posiadał trzy ołtarze: ołtarz wielki poświęcony św. Janowi Chrzcicielowi oraz dwa boczne: Matki Boskiej Bolesnej i św. Mikołaja.
W latach 1918–21 ks. Paweł Chodkowski, według projektu architekta Hugona Kudera wzniósł obecny trzynawowy, murowany kościół. Konsekracji dokonał 31 maja 1928 ks. bp bł. Leon Wetmański. W 1938 Władysław Drapiewski wykonał polichromię wnętrza. Pod koniec II wojny światowej Niemcy przygotowali kościół do wysadzenia, jednak zamiar ten udaremnił jeden z robotników, przecinając kable.
Po wojnie zrezygnowano z budowy wysokiej wieży ze względu na bliskość lotniska w Modlinie i w samym Kroczewie. W 1979 prof. Stanisław Marzyński opracował nowy znacznie skromniejszy projekt wieży. Został on zrealizowany dopiero na początku lat 90 XX w. jednak ze względu na brak odpowiednich środków finansowych w jeszcze bardziej ograniczonej formie.

## Obszar parafii

### Miejscowości i ulice
W granicach parafii znajdują się miejscowości:
- Błogosławie,
- Emolinek,
- Falbogi Wielkie,
- Gostolin,
- Henrysin,
- Janowo,
- Jaworowo,
- Koryciska,
- Kroczewo,
- Niepiekła, Smoły,
- Sobole,
- Strubiny,
- Swobodnia,
- Trębki Nowe,
- Trębki Stare,
- Wojny,
- Wojszczyce,
- Załuski,
- Zaręby.

### Liczebność parafian

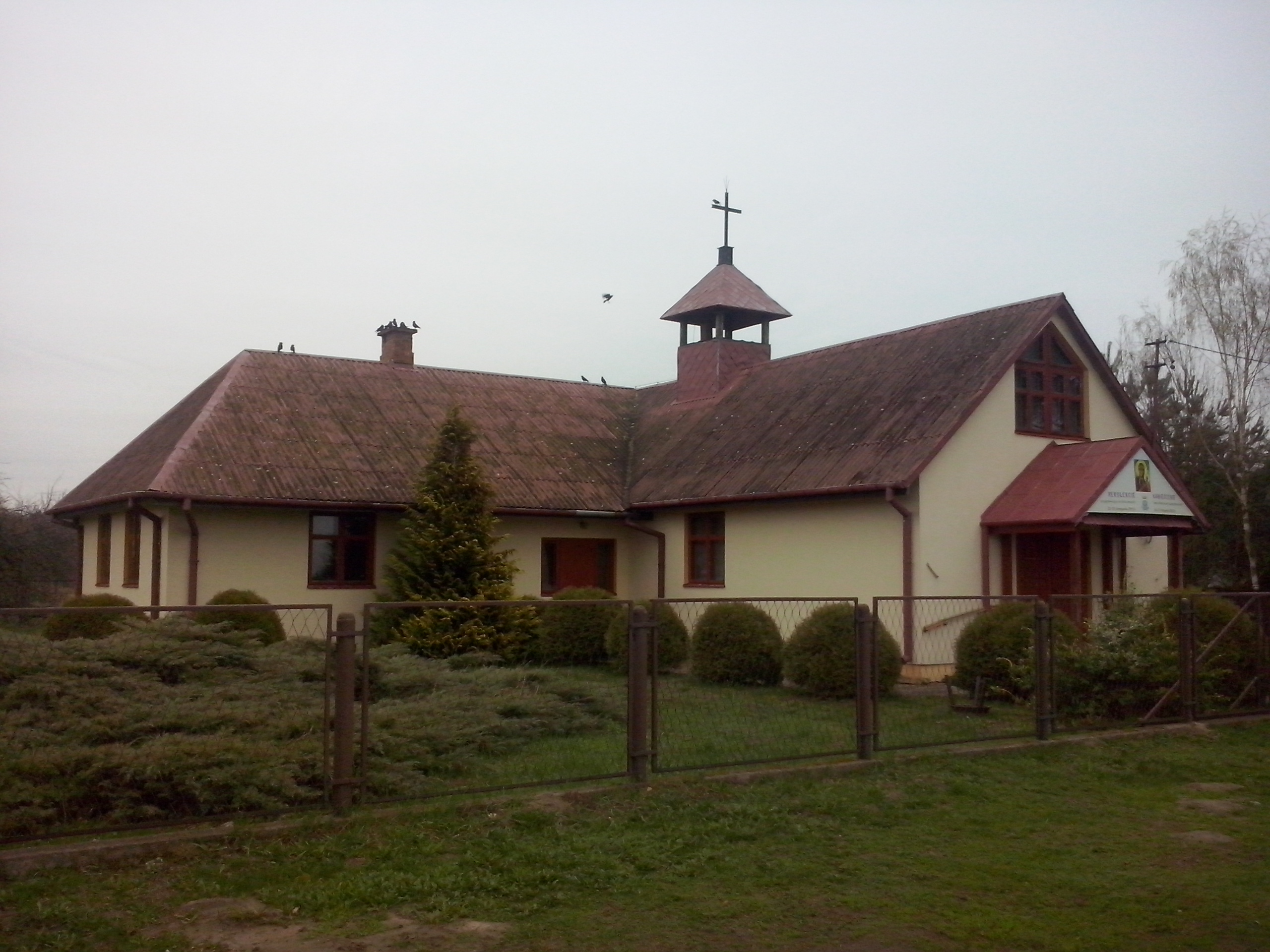
kaplica Św. Józefa w Wojszczycach

Parafia liczy 3320 mieszkańców.